# 譚學融
譚學融（1910年—2006年），號文舉。哈爾濱市人。民國37年（1948年）在哈爾濱市選區當選第一屆立法委員

## 生平[1][2][3][4]
- 北平民國大學法律系畢業
- 抗戰時，被日偽逮捕入獄，後被解救[5]
- 中國國民黨哈爾濱市黨部執行委員兼書記長
- 譚氏宗親會常務監事